# Andri Snær Magnason
Andri Snær Magnason (Reykjavík, 1973. július 14. –) izlandi író, rendező, környezetvédő. Írt regényeket, verseket, színdarabokat, novellákat és esszéket. Műveit több mint 30 országban adták ki vagy adták elő.

## Munkássága
1999-ben Izlandi Irodalmi Díjjal jutalmazták a Blue Planet (Kék bolygó) című gyermekkönyvért és színdarabért, 2006-ban pedig a Dreamland (Álomország) című non-fikciós könyvért, amely az izlandi ipar- és energiapolitika kritikája.
Jelölt volt a 2016-os izlandi elnökválasztáson.
Reykjavíkban született 1973. július 14-én. Négy gyermeke van.
LoveStar című regényét 2002-ben az izlandi könyvkereskedők „Az év regényének” választották, megkapta a DV Irodalmi Díjat és jelölték az Izlandi Irodalmi Díjra, valamint 2013-ban elnyerte a Philip K. Dick-díj különleges kiválósági idézetét. Gyermekkönyve, a Blue Planet volt az első gyermekkönyv, amely megkapta az Izlandi Irodalmi Díjat és 30 országban adták ki. A Blue Planet 2014-ben az Egyesült Királyság Műveltségi Egyesületének könyvdíjasa, a Nature Generation's 2013-as Zöld Föld Könyvdíjának gyermekirodalmi kitüntetettje (Green Earth Book Award in Children's Fiction), 2002-ben pedig megkapta a Nyugat-Skandináv Gyermekkönyv-díjat és a Janusz Korczak tiszteletbeli díjat 2000-ben. A történetből származó darabot Torontóban, Chicagóban, Aalborgban, Vaasaban és Luzernben mutatták be. Magnason számos előadóval dolgozott együtt, leginkább a múm zenekarral.
Andri volt az Izlandi Írószövetség alelnöke és a reykjaviki Kultúrház igazgatósági tagja. Aktívan részt vett az Izlandi-felföld elpusztítása elleni küzdelemben.
2021-ben elnyerte a RÚV Izlandi Nemzeti Műsorszolgáltató írói díját.

## Bibliográfia
- Ljóðasmygl og skáldarán – Nykur 1995
- Bonus Poetry (eredeti cím: Bónusljóð).  A "Bónus" izlandi szupermarketlánc adta ki 1996-ban.
- Very Short Stories (eredeti cím: Engar Smá Sögur). Published by Mál og menning. 1996.
- Maður undir himni, um trú í ljóðum Ísaks Harðarsonar. Published by University of Iceland Press in 1999.
- LoveStar (angolul a Seven Stories Press kiadásában)
  - LoveStar – Gondolat, Budapest, 2012 · ISBN 9789635560035 · Fordította: Papolczy Péter
- The Story of The Blue Planet (eredeti cím: Sagan af bláa hnettinum. Published by Mál og menning)
  - A kékbolygó története – Koinónia, Kolozsvár, 2011 · ISBN 9789731650333 · Fordította: László Noémi · Illusztrálta: Kovács Katalin
- Dreamland – A Self Help Manual For A Frightened Nation (eredeti cím: Draumalandið – sjálfshjálparbók handa hræddri þjóð; Mál og menning in 2006, angolul a Citizen Press)
- The Time Casket (Tímakistan) – Mál og menning 2013
  - Időláda – Gondolat, Budapest, 2015 · ISBN 9789635560059 · Fordította: Patat Bence
- Sofðu ást mín Mál og menning 2016
- Bónusljóð 44% meira (2017)
- Um tímann og vatnið (2019)
  - Időről és vízről – Gondolat, Budapest, 2021 · ISBN 9789635561605 · Fordította: Patat Bence

### Színdarab
- Natures Opera (Náttúruóperan) LFMH, 1999
- Blue Planet (Blái hnötturinn) Icelandic National Theater, 2001
- Hlauptu Náttúrubarn Útvarpsleikhúsið, 2001
- Úlfhamssaga Hafnarfjarðarleikhúsið/Annað svið, 2004
- Eternal Happiness (Eilíf hamingja) with Thorleif Arnarson – City Theater/ Lifandi Leikhús, 2007
- Eternal Misery (Eilíf óhamingja) with Thorleif Arnarson – City Theater/ Lifandi Leikhús, 2009

### Zene
- Voices/Raddir, Smekkleysa/Stofnun Árna Magnússonar, 1998
- Flugmaður – spoken word CD with múm – Leiknótan, 1999

### Film
- Dreamland (Draumalandið),  Þorfinnur Guðnasonnal közösen rendezett dokumentumfilm. Ground Control Productions 2009.[4]
- The Hero’s Journey to the Third Pole (Þriðji póllinn), dokumentumfilm, Anní Ólafsdóttirral közösen rendezte. 2020.[5]
- Apausalypse (Tídægra), Documentary film co-directed with Anní Ólafsdóttir. Elsku Rut Productions 2021.[6]

## Fordítás
- Ez a szócikk részben vagy egészben  az   Andri Snær Magnason című angol Wikipédia-szócikk fordításán alapul.  Az eredeti cikk szerkesztőit annak laptörténete sorolja fel. Ez a jelzés csupán a megfogalmazás eredetét és a szerzői jogokat jelzi, nem szolgál a cikkben szereplő információk forrásmegjelöléseként.